# Toni Turek
Anton «Toni» Turek (Duisburgo, Renania del Norte-Westfalia, 18 de enero de 1919-Neuss, Renania del Norte-Westfalia, 11 de mayo de 1984), fue un portero alemán de fútbol.

## Biografía
Turek nació en Duisburgo, inició su carrera en el Duisburger Sportverein, pero pronto fue llevado al TuS Duisburgo 48/99. En 1950 fue transferido al Fortuna Düsseldorf. Entre 1950 y 1954 jugó 20 partidos con la selección de Alemania. Fue protagonista de la final de la Copa Mundial de Fútbol de 1954, conocida como el Milagro de Berna.
En dicha final, Turek realizó una valiosa atajada de un disparo de Nandor Hidegkuti, que fue narrado por el comentarista deportivo Herbert Zimmermann como "¡Toni, eres un dios del fútbol!". Posteriormente, tuvo que pedir disculpas por el comentario pues la iglesia se quejó de haber comparado un futbolista con Dios.
Turek murió en Neuss en 1984. Había sufrido de parálisis de la cintura para abajo desde agosto de 1973.